# Aasblume
Als Aasblumen oder Aasfliegenblumen, Ekelblume, werden allgemein Pflanzen bezeichnet, deren Blüten Aasgeruch ausströmen, um koprophile Insekten, z. B. Aaskäfer, Stutzkäfer und Aasfliegen zur Bestäubung der Blüte anzulocken. Wichtig sind die Rafflesia-Arten mit den größten Blüten der Welt, Haselwurz-Arten (Asarum) aus der Familie der Osterluzeigewächse (Aristolochiaceae) und Aronstab (Arum) aus der Familie der Aronstabgewächse (Araceae) sowie einige Schwalbenwurzgewächse (Ceropegia, Stapelia, Huernia, Hoodia oder Orbea u. a.). In der Blütenökologie bezeichnet man sie als sogenannte Täusch- oder Fallenblumen. Sie locken Fliegen und Käfer durch Imitation von Aas oder Kot an, der Geruch wird durch Amine in einem speziellen Organ erzeugt. Sie sind grünlich-weiß oder rotbraun gefärbt und haben braune oder schwarze Flecken oder sie haben weiße Fleckchen als „Schimmelpilz-Imitat“. Oft tragen sie leicht bewegliche, hell glänzende Haare. Von vielen Aasblumen weiß man, dass sie den Blütenstand aufheizen können, was wahrscheinlich die Abgabe von Geruchsstoffen erleichtert.
Die Aasfliegen bestäuben bei der Eiablage die Blüten, aber die Larven verhungern. Diese Täuschung bezeichnet man auch als Mimikry.

## Bilder
Einige Arten, die als Aasblume bezeichnet werden:

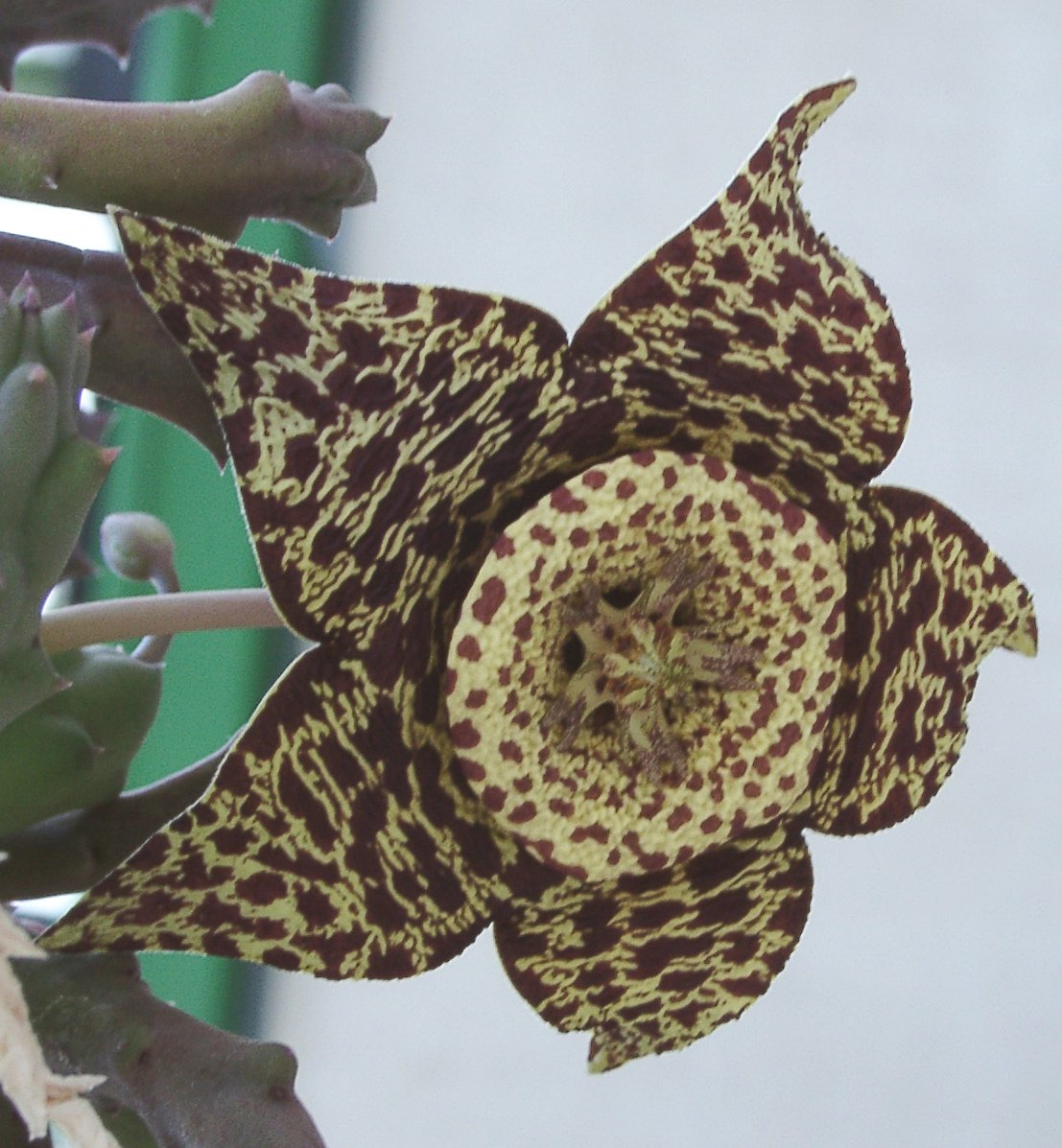
Orbea variegata
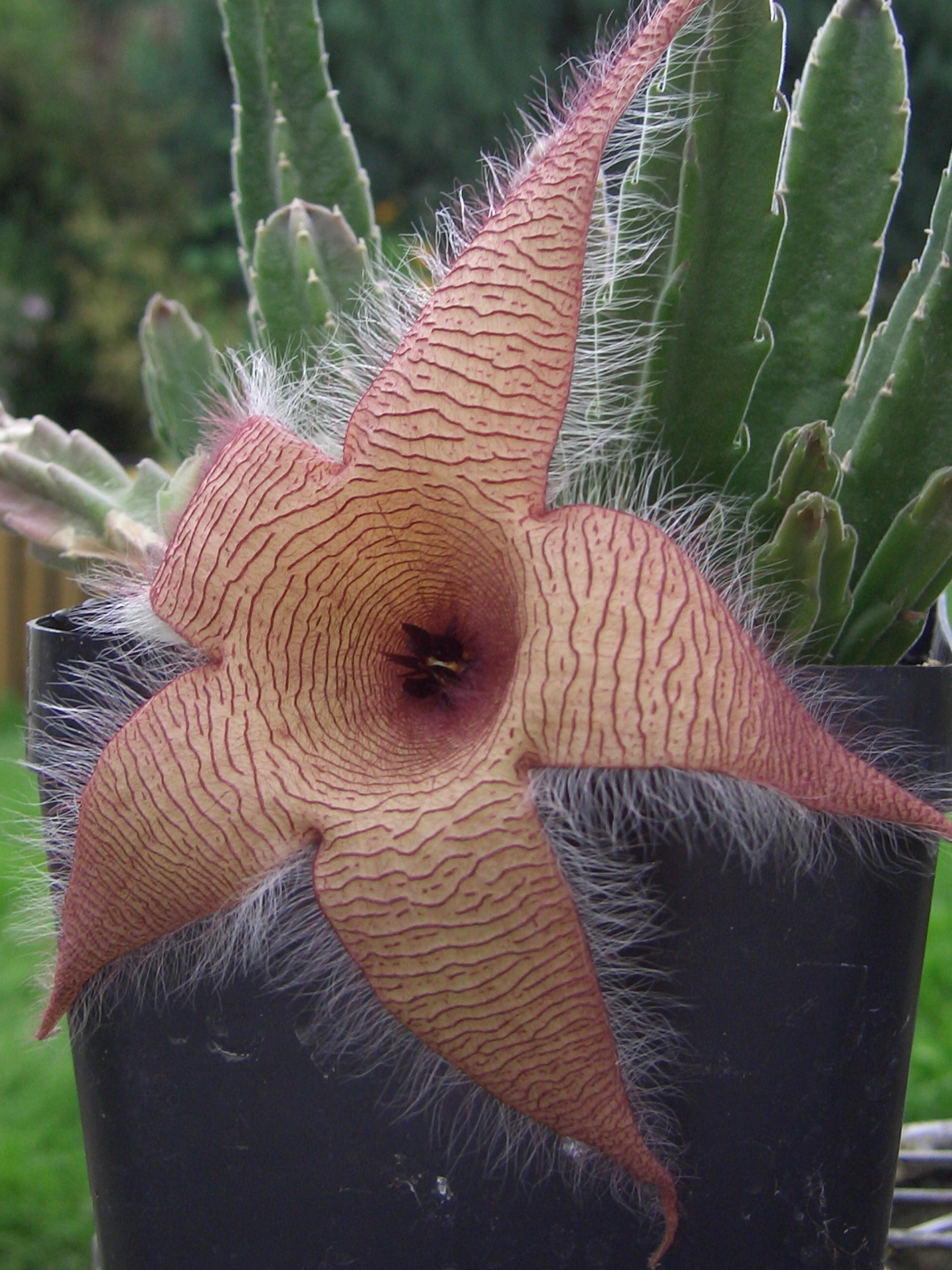
Stapelia gigantea
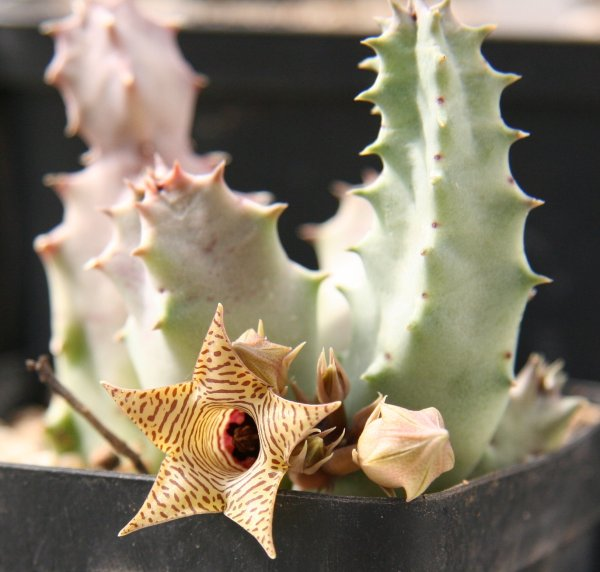
Huernia thuretii
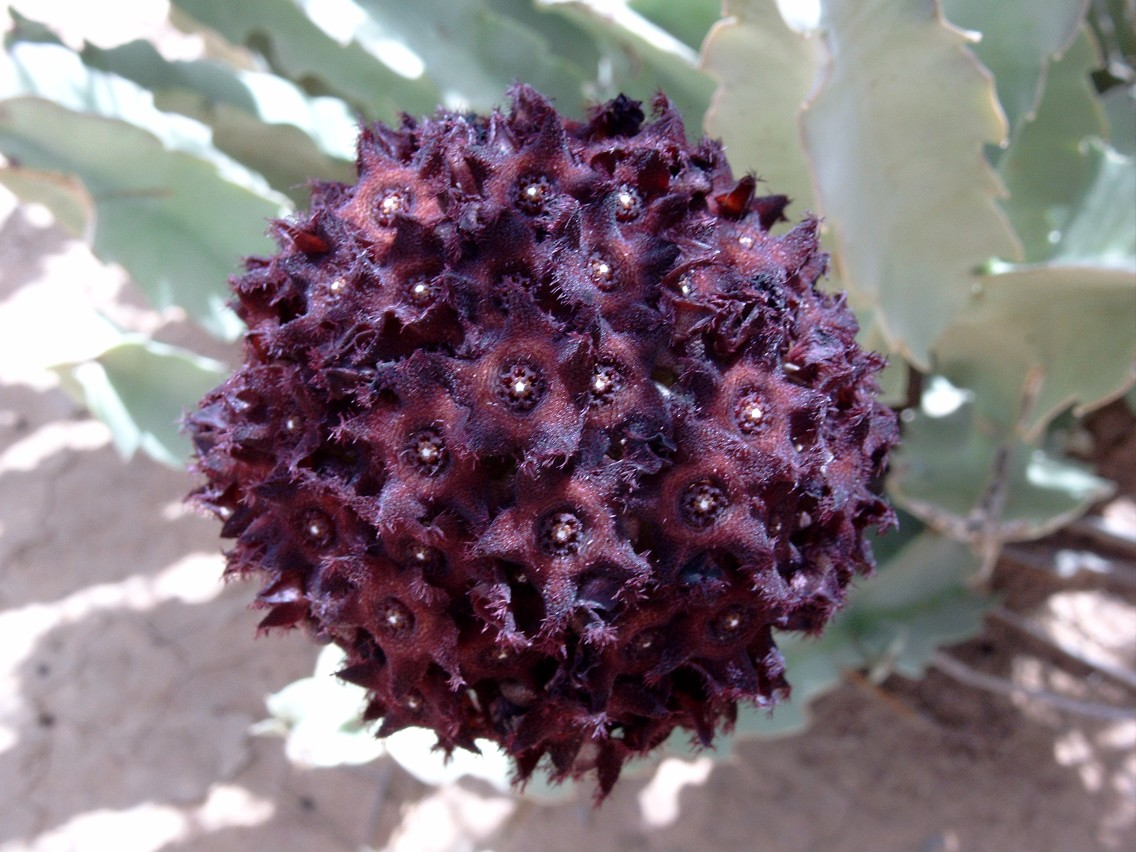
Caralluma acutangula, bei Yomboli, Burkina Faso
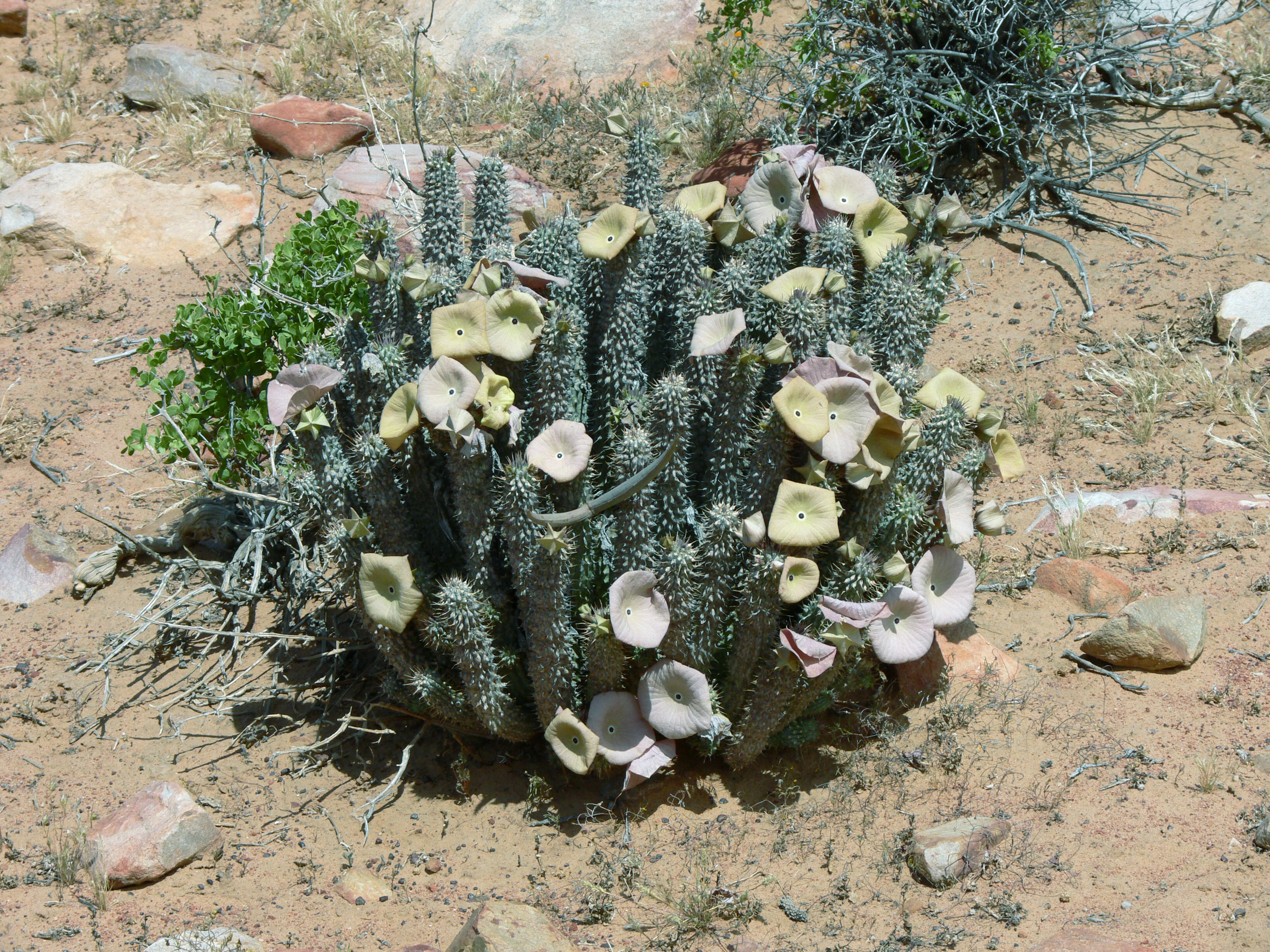
Hoodia gordonii am Standort in der Karoo
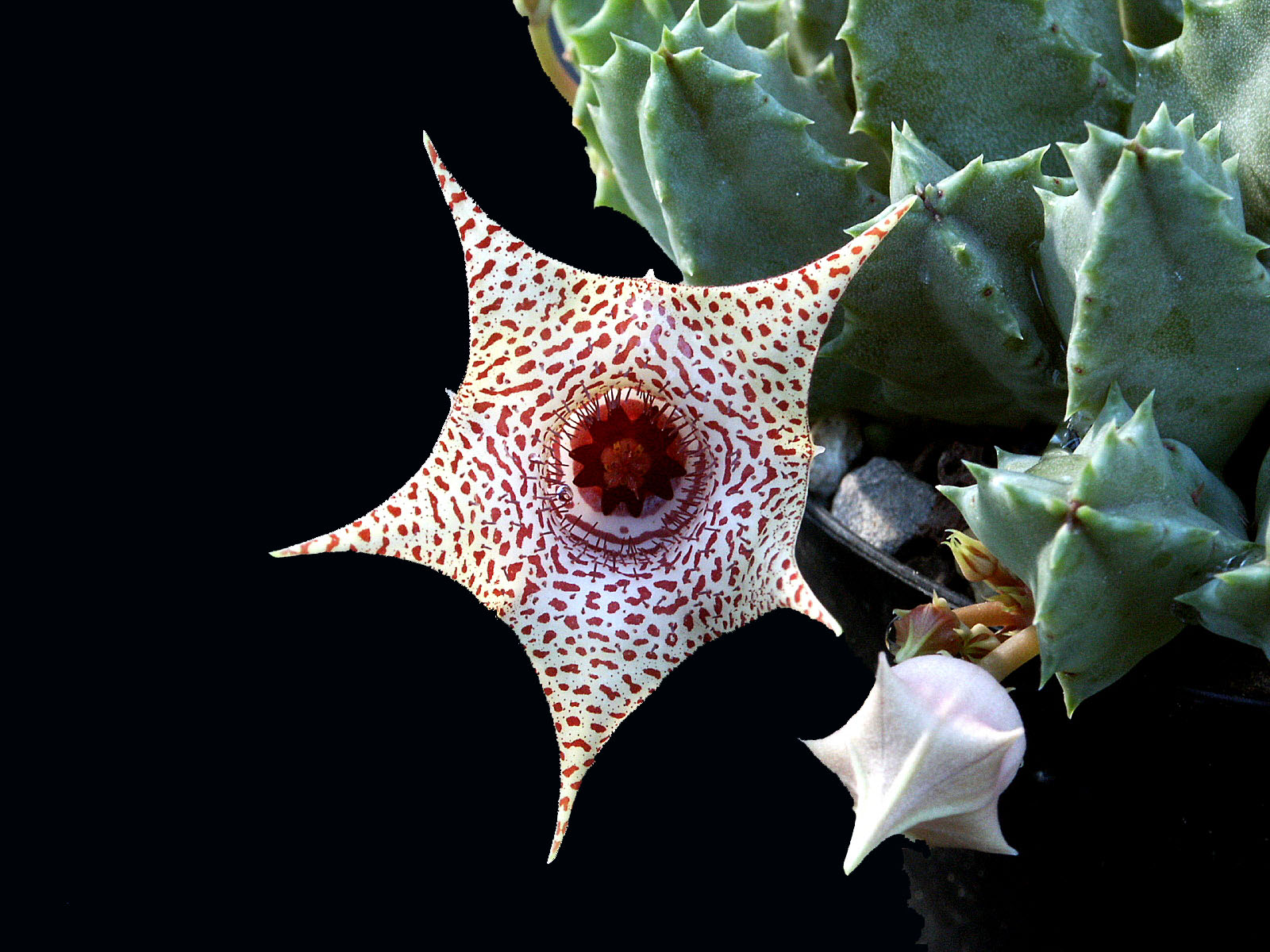
Huernia piersii
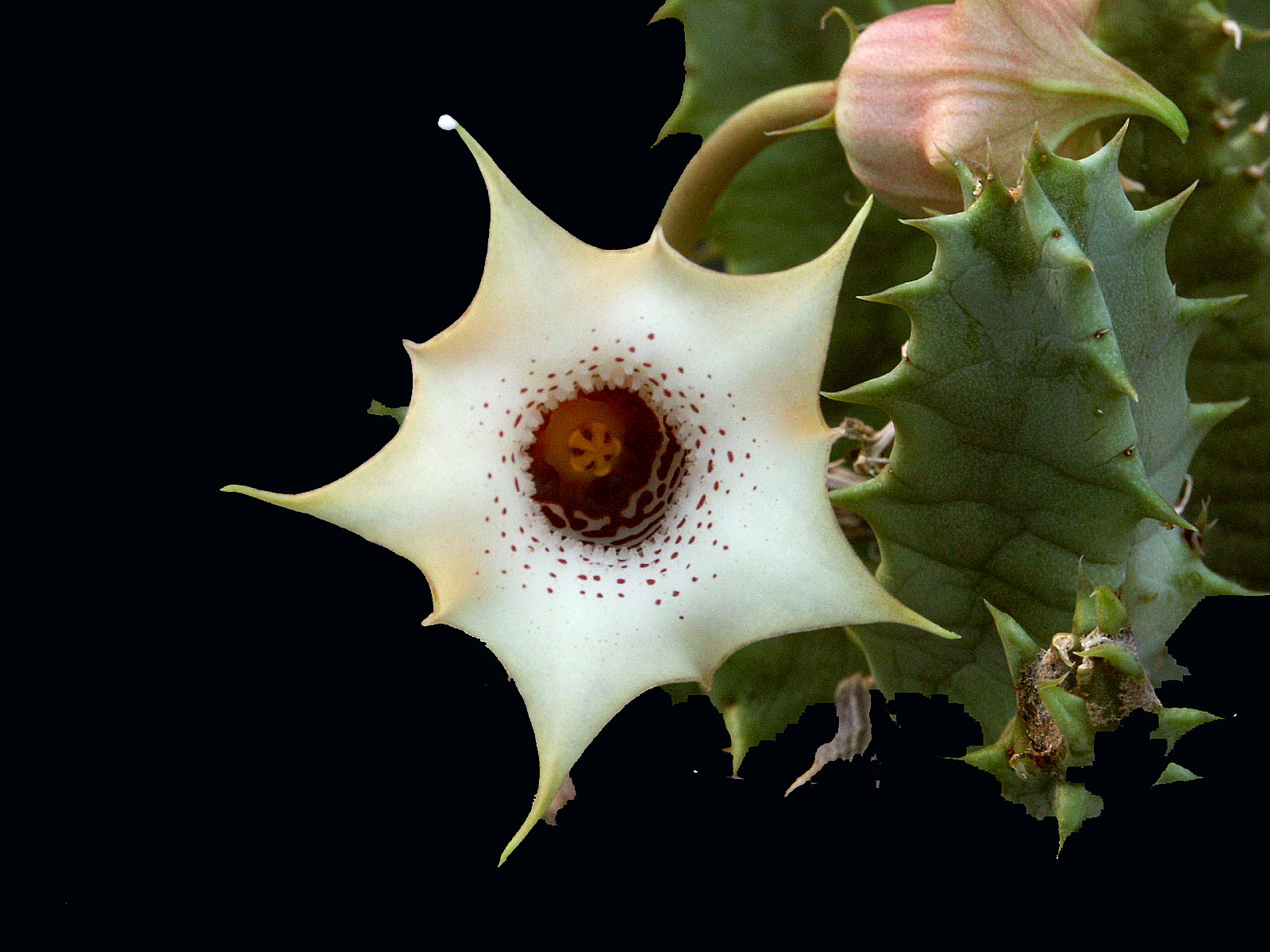
Huernia quinta
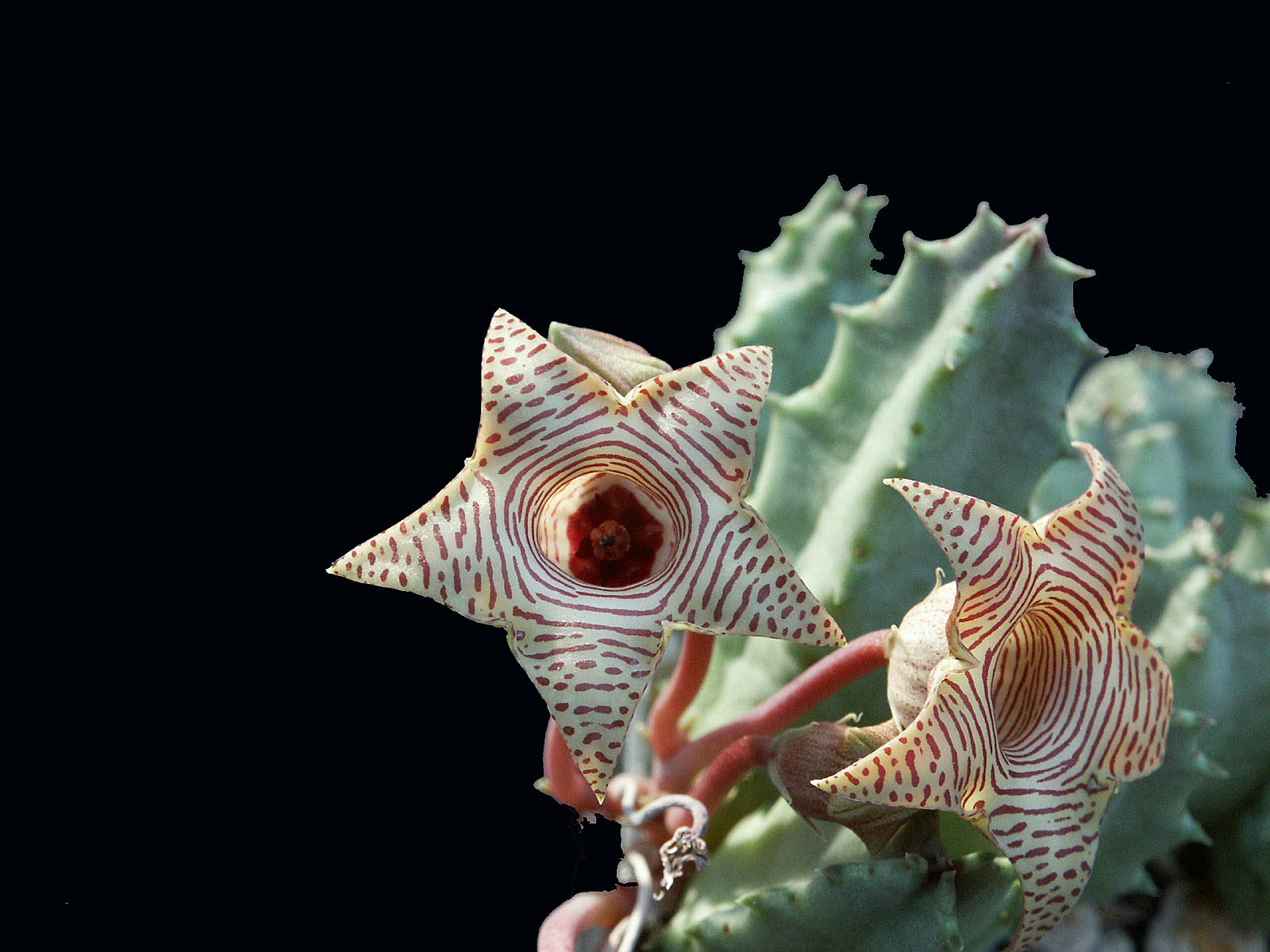
Huernia striata